# Mohokos
Mohokos (343,58 m) je vrh u Međimurskoj županiji i nalazi se u naselju Vučetinec.
Dugogodišnji podatak (visina 344,4 m) demantiran je mjerenjem GNSS RTK metodom 2015. godine kada je izmjerena njegova visina 343,58 m, a kao najviši vrh Međimurja izmjeren je Cimermanov brijeg sa 345,03 m i nalazi se 500 m SZ od Mohokosa, na privatnom posjedu u naselju Dragoslavec.
Mohokos je, doduše, ostao „najviši planinarski vrh“ Međimurja koji će u svakom trenutku biti dostupan svima.
Popularna je turistička destinacija, posebno za ljubitelje planinarenja, brdskog hodanja ili obilaska biciklom.
Nalazi se uz glavnu cestu, udaljen 10 kilometara od Čakovca prema Štrigovi. Oko njega su livade, vinogradi, voćnjaci i šumarci. Na vrhu je kameno obilježje.

## Vanjske poveznice
- Mohokos na web-stranici Hrvatskog planinarskog saveza
- Zemljopisna karta dijela Međimurja na kojem se nalazi Mohokos